# Tuc del Bergús
|  | Per a altres significats, vegeu «Bergús (desambiguació)». |

El Tuc del Bergús (o Tuc de Bergús) és una muntanya que es troba en límit dels termes municipals d'Espot (Pallars Sobirà) i Naut Aran (Vall d'Aran), dins del Parc Nacional d'Aigüestortes i Estany de Sant Maurici.

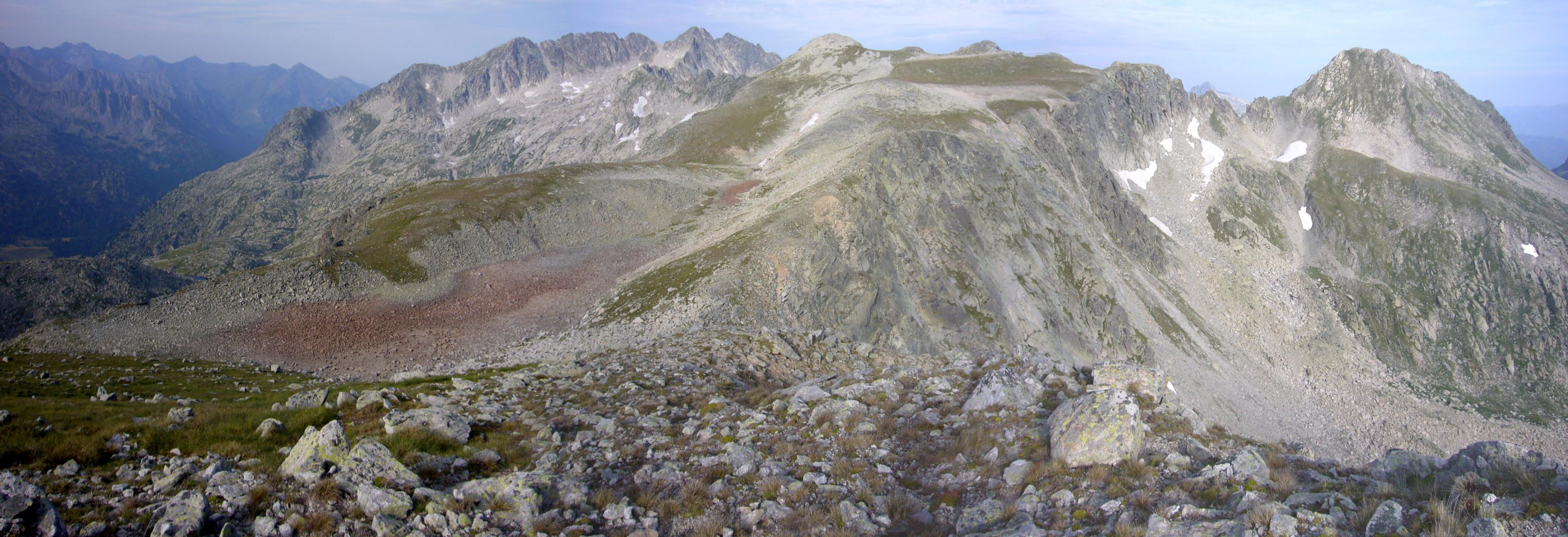
Colomers d'Espot vist des del Gran Tuc de Crabes (Imatge amb anotacions)

El nom «pot provenir del ribagorçà i aranès bergàs, que designa un aprés, lloc destinat a munyir el bestiar».
El pic, de 2.843,8 metres, s'alça en el punt d'intersecció de les carenes que delimiten Colomers d'Espot (S), el Circ de Colomèrs (NO) i la Vall de Ratera (NE); amb el Portau de Colomèrs a l'oest-sud-oest, el Gran Tuc de Crabes a l'est i la Passada del Bergús al nord.

## Rutes
Diverses són les alternatives que ens porten al pletiu que, a l'est, s'estén entre el cim i el Gran Tuc de Crabes; punt des d'on fàcilment es guanya el pic.
- Per Colomers d'Espot: des del desguàs de l'Estany del Bergús, vorejant el llac per qualsevol de les seves ribes i remuntant cap al nord.
- Pel Circ de Colomèrs: guanyant el Portau de Colomèrs i, un cop a Colomers d'Espot, buscant enllaçar amb el tram final de la ruta anterior.
- Dues són les alternatives per la Vall de Ratera.
  - Vorejant l'Estany del Port de Ratera pel sud i remuntant la collada que, direcció sud, ens porta a ponent del Gran Tuc de Crabes.
  - Remuntant la Canal del Bergús, que al nord de l'Estany de les Obagues de Ratera, puja al Coll del Bergús.